# Arnold Skaaland
Arnold Skaaland (White Plains, 21 gennaio 1925 – White Plains, 13 marzo 2007) è stato un wrestler e manager di wrestling statunitense.
La sua fama è principalmente legata alla sua attività nella WWWF di fine anni settanta-inizio anni ottanta, quando era il manager di Bob Backlund, top face e uomo immagine della compagnia all'epoca.

## Biografia
Durante la seconda guerra mondiale Skaaland servì nei Marines. Dopo un iniziale fugace tentativo di intraprendere la carriera di pugile, decise di diventare un lottatore professionista.

## Carriera

### Inizi (1946–1963)
Skaaland debuttò nel 1946 utilizzando il suo vero nome, ma venendo presentato come proveniente dalla Norvegia. Presto si guadagnò il soprannome "The Golden Boy" e divenne celebre per essere un lottatore piccolo, agile e veloce che puntava nel ring su queste qualità rispetto alla taglia e alla forza fisica. Alla fine degli anni cinquanta, lottò in Georgia utilizzando il ring name Bobby Weaver.
Nei primi anni sessanta, Skaaland sfidò senza successo sia Pat O'Connor che "Nature Boy" Buddy Rogers per il titolo NWA World Heavyweight Championship. Nel 1962, arbitrò in Giappone un importante match tra Freddie Blassie e Rikidōzan.

### World Wide Wrestling Federation/World Wrestling Federation

#### Lottatore (1963–1978)
Nel 1963, Skaaland entrò nella neonata federazione World Wide Wrestling Federation. Il 1º giugno 1967 conquistò il suo primo ed unico titolo nella compagnia aggiudicandosi il WWWF United States Tag Team Championship, quando Tony Parisi gli cedette la cintura. Skaaland e il suo partner, Spiros Arion, persero poi i titoli in favore dei The Sicilians (Lou Albano & Tony Altimore) il 10 luglio 1967 ad Atlantic City, New Jersey.
In aggiunta all'attività sul ring, Skaaland era anche azionista della Capitol Wrestling Corporation, federazione vicina alla WWWF, e in rapporti d'affare con il presidente WWWF Vince McMahon Sr. In questo periodo, Skaaland organizzò show WWWF al Westchester County Center di New York e fece da agente/manager a André the Giant.

#### Manager (1978–1983)
Skaaland fece da manager a Bruno Sammartino e Bob Backlund, ed entrambi i wrestler vinsero il WWF World Heavyweight Championship mentre erano suoi "protetti".
Nel 1978, Skaaland si ritirò dal ring, sebbene lottò occasionalmente in qualche match per rimpiazzare lottatori che all'ultimo momento non avevano potuto partecipare ad uno show, dedicandosi completamente all'attività di manager. Pro Wrestling Illustrated lo nominò "manager dell'anno" nel 1978 e 1979. Il lungo regno da campione di Backlund ebbe fine il 26 dicembre 1983 quando Skaaland gettò la spugna mentre Backlund era intrappolato nella presa di sottomissione "camel clutch", la mossa finale dello sfidante The Iron Sheik. Backlund non fu sconfitto per schienamento o sottomissione, ma fu il gesto di Skaaland a decretarne la sconfitta.
Molti anni dopo, nel 1994, Skaaland riapparve in un programma televisivo WWF, venendo aggredito da Backlund che così consolidò il suo nuovo status da heel. Lo stesso anno venne introdotto nella WWE Hall of Fame.

## Morte
Skaaland morì il 13 marzo 2007. È sepolto nel Gate of Heaven Cemetery di Hawthorne, New York.

## Personaggio
Mossa finale
- Sunset flip

Soprannomi
- "The Golden Boy"

Wrestler diretti
- André the Giant
- Bob Backlund
- Tony Parisi
- Bruno Sammartino
- Rick McGraw

## Titoli e riconoscimenti
- Cauliflower Alley Club
  - Other honoree (1994)
- Pro Wrestling Illustrated
  - PWI Manager of the Year (1978, 1979)
- World Wide Wrestling Federation / World Wrestling Federation
  - WWWF United States Tag Team Championship (1) - con Spiros Arion
  - WWF Hall of Fame (Classe del 1994)
  - Lifetime Achievement Slammy Award (1997)